# Imma acroptila
Imma acroptila är en fjärilsart som beskrevs av Edward Meyrick 1906. Imma acroptila ingår i släktet Imma och familjen Immidae. Inga underarter finns listade i Catalogue of Life.